# Alaric I d'Empúries
Alaric I d'Empúries fou comte d'Empúries i de Rosselló (843-844).
Es casà amb Rotruda, filla de Berà, primer comte de Barcelona, amb qui va tenir diversos fills:
- Oriol
- Anna
- Radlinda: casada amb Radulf de Besalú, fill del comte Sunifred d'Urgell i germà de Guifré el Pilós.

Vers el 842 o el 843, juntament amb Àrgila, fill també de Berà i, per tant, cunyat seu, s'emparà efímerament del comtat en lluita amb Sunyer I, el comte legítim nomenat pel rei franc Lluís I el Pietós.
El seu govern durà poc, en un període ple de confusió i de violència per al comtat, que aviat cauria en mans d'un altre usurpador, Guillem de Septimània.